# L'ora di Agatha Christie
L'ora di Agatha Christie (The Agatha Christie Hour) è una serie televisiva britannica in 10 episodi trasmessi per la prima volta nel corso di una sola stagione nel 1982. Gli episodi della serie si basano su altrettanti racconti tratti dalle raccolte Parker Pyne indaga, In tre contro il delitto, Il mistero di lord Listerdale, Il segugio della morte e Intrigo alle Baleari scritte dalla regina del giallo Agatha Christie.

## Distribuzione
La serie è stata trasmessa in Gran Bretagna dal 7 settembre al 16 novembre 1982. In Italia è andata in onda su Rai 1 ogni giovedì sera a partire dal 28 febbraio 1985.
Alcune delle uscite internazionali sono state:
- nel Regno Unito (The Agatha Christie Hour)
- in Italia (L'ora di Agatha Christie)
- in Germania (The Agatha Christie Hour)
- in Spagna (La hora de Agatha Christie)

## Episodi
| Stagione       | Episodi | Prima TV UK | Prima TV ITA |
| -------------- | ------- | ----------- | ------------ |
| Prima stagione | 10      | 1982        | 1985         |